# Меселеш Мелкаму
Меселеш Мелкаму (амх. መሰለች መልካሙ) — эфиопская легкоатлетка, бегунья на длинные дистанции.

## Спортивная карьера
Первых успехов в спортивной карьере добилась в 2004 году, когда стала чемпионкой мира по кроссу. На следующий год выиграла чемпионат мира по кроссу в команде первенстве, тогда как в индивидуальной гонке заняла 4-е место. На чемпионате мира 2005 года заняла 4-е место в беге на 5000 метров с результатом 14.43,47. В 2006 и 2007 годах также выигрывала мировое первенство по кроссу в командном первенстве. На всеафриканских играх 2007 года стала серебряным призёром на дистанции 5000 метров.
2008 год начался со 2-го места на чемпионате мира в Валенсии, на котором она бежала дистанцию 3000 метров. Затем заняла 2-е место в беге на 5000 метров на мемориале Фанни Бланкерс-Кун. Стала победительницей чемпионата Африки 2008 года на дистанции 5000 метров. На Олимпийских играх в Пекине заняла 8-е место в беге на 5000 метров с результатом 15.49,03. В 2009 году стала серебряным призёром чемпионата мира в беге на 10 000 метров. На чемпионате мира по кроссу 2010 года заняла 3-е место в индивидуальной гонке и 2-е место в командном первенстве.
В 2012 году стала победительницей Франкфуртского марафона с результатом 2:21.01.
24 января 2014 года заняла 2-е место на Дубайском марафоне с результатом 2:25.23. 21 апреля заняла 5-е место на Бостонском марафоне с результатом 2:21.28.
Сезон 2015 года начала с победы на марафоне в Тэгу — 2:27.24.